# 84 Klio
För andra betydelser, se Clio (olika betydelser).
84 Klio eller 1974 VJ3 är en ganska stor asteroid upptäckt 25 augusti 1865 av den tyske astronomen R. Luther i Düsseldorf. Asteroiden har fått sitt namn efter musan Klio inom grekisk mytologi.
Den tillhör och har givit namn åt asteroidgruppen Klio.
Asteroiden har en mörk yta som troligtvis består av karbonater.